# Chiesa della Conversione di San Paolo (San Polo di Piave)
La chiesa arcipretale della Conversione di San Paolo è la parrocchiale di San Polo di Piave, in provincia di Treviso e diocesi di Vittorio Veneto; fa parte della forania La Colonna.

## Storia
La prima citazione di una chiesa a San Polo di Piave risale all'VIII secolo in un placito di Liutprando. Questa chiesa, che era una pieve senza filiali, venne riedificata nel XIII secolo. L'edificio fu poi ricostruito nel 1650 e consacrato il 19 settembre 1686. Nel 1751 la pieve, in seguito alla soppressione del patriarcato di Aquileia, passò all'arcidiocesi di Udine e, il 1º maggio 1818, venne aggregata alla diocesi di Ceneda in seguito all'emanazione della bolla De salute Dominici gregis di papa Pio VII. Nel 1912 vennero aggiunte le navate laterali. La chiesa fu gravemente danneggiata durante la prima guerra mondiale e venne pertanto riedificata nel 1922. Il campanile fu costruito nel 1923 su progetto del veneziano Vincenzo Rinaldo. La nuova parrocchiale venne inaugurata il 18 ottobre 1925.